# Пінон новокаледонський
Пі́нон новокаледонський (Ducula goliath) — вид голубоподібних птахів родини голубових (Columbidae). Ендемік Нової Каледонії.

## Опис

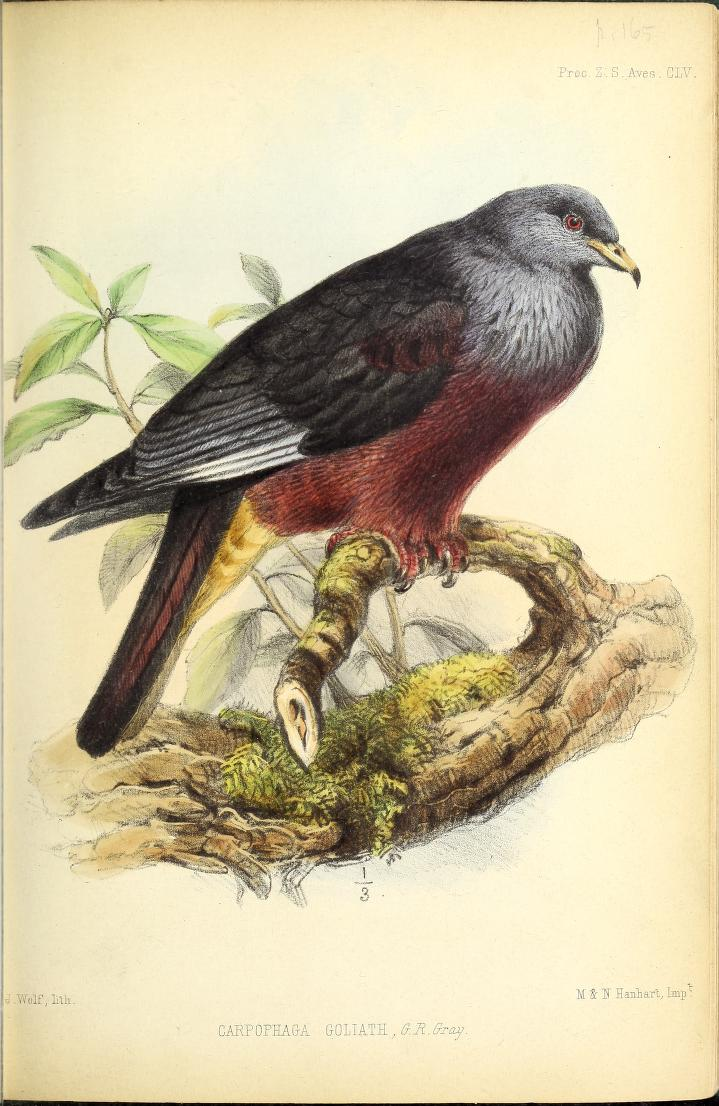
Новокаледонський пінон

Довжина птаха становить 50-52,5 см, вага 600-716 г. Довжина крила становить 33-34 см, довжина хвоста 18-19 см, довжина дзьоба 23-25 мм, довжина цівки 37-43 мм. Виду не притаманний статевий диморфізм. Голова, шия, груди і спина світло-сірі або сизувато-сірі. Задня частина шиї, груди і крила мають сріблястий відблиск. Пера на грудях і шиї видовжені і роздвоєні. Верхні покривні пера крил темно-сірі або темно-рудувато-коричневі, нижні покривні пера крил рудуваті. Махові пера чорнуваті зі сріблястим відблиском. Стернові пера чорні з широкими темно-бордовими краями. Підборіддя і горло сизі, груди сірі, живіт пурпурово-бордовий, стегна дещо світліші, пера на них мають широкі охристі края. Гузка охриста, пера на ній мають чорнуваті стрижні. Райдужки темно-червоні з оранжево-жовтими кільцями, навколо очей червоно-пурпурові кільця. Дзьоб червоний, ні кінці чорний, лапи червоні. Молоді птихи мають більш тьмяне забарвлення.

## Поширення і екологія
Новокаледонські пінони мешкають на островах Нова Каледонія і Пен. Вони живуть у вологих рівнинних і гірських тропічних лісах, в садах та інших лісових масивах. Зустрічаються поодинці або парами. Живляться плодами. Сезон розмноження триває з червня по грудень, гніздо являє собою платформу з гілочок висотою 8-15 см і шириною 30-40 см, розміщується на дереві, на висоті до 15 м над землею. В кладці 1, рідше 2 яйця. 

## Збереження
МСОП класифікує стан збереження цього виду як близький до загрозливого. За оцінками дослідників, популяція новокаледонських пінонів становить приблизно 100 тисяч птахів. Новокаледонські пінони є традиційним об'єктом полювання для корінного народу канаків, однак масове полювання може бути загрозою для цього виду.